# Новек
Новек (пол. Nowek) — село в Польщі, у гміні Лопушно Келецького повіту Свентокшиського воєводства.
Населення — 145 осіб (2011).
У 1975-1998 роках село належало до Келецького воєводства.

## Демографія
Демографічна структура на день 31 березня 2011 року:
|          | Загалом | Допрацездатний вік | Працездатний вік | Постпрацездатний вік |
| -------- | ------- | ------------------ | ---------------- | -------------------- |
| Чоловіки | 78      | 24                 | 44               | 10                   |
| Жінки    | 67      | 16                 | 32               | 19                   |
| Разом    | 145     | 40                 | 76               | 29                   |